# Kugelsperrbolzen

Funktionsprinzip Kugelsperrbolzen
Kugelsperrbolzen, selbstsichernd
Kugelsperrbolzen in Edelstahlausführung, selbstsichernd

Kugelsperrbolzen vereinfachen das schnelle Verbinden von Maschinenelementen. Sie eignen sich damit ideal zum Abstecken von Bauteilen.

## Aufbau und Funktion
Der Kugelsperrbolzen besteht aus einem Bolzen, Druckknopf mit Federmechanik und Kugeln am Ende. Es gibt ihn in verschiedenen Längen, Durchmessern und Griffformen: T-Griff, L-Griff, Pilzknopf. In der Verwendung werden die Kugeln durch einfachen Druck auf den Kopf des Bolzens entriegelt, danach kann der Kugelsperrbolzen abgesteckt werden. Lässt man anschließend den Druckknopf los, verriegeln die Kugeln automatisch und garantieren so die gesicherte Verbindung von mehreren Bauteilen. Hochwertige Normteile sind in Automatenstahl ausgeführt, Griff und Druckknopf in Thermoplast oder Zink. Für spezielle Anwendungen, zum Beispiel in aggressiven Umgebungen, sind Kugelsperrbolzen zum Beispiel in rostfreiem Stahl ausgeführt.

## Einsatz
Kugelsperrbolzen werden dort verwendet, wo Verbindungs- und Sicherungselemente zum Einsatz kommen, zum Beispiel bei Vorrichtungen, Lochplatten oder Montageaufbauten.